# Alois Mittermüller
Alois Mittermüller (* 17. Mai 1940 in Stetten) ist ein ehemaliger deutscher Gewerkschaftsfunktionär und Politiker (SPD, WASG bzw. Die Linke). Er war Kreisvorsitzender des Deutschen Gewerkschaftsbundes in München und saß für die SPD von 1974 bis 1978 im bayerischen Landtag.

## Leben
Mittermüller arbeitete zunächst als Buchbinder und trat 1954 in eine Gewerkschaft des DGB ein. Er studierte Wirtschafts- und Sozialwissenschaften an der Akademie der Arbeit der Universität in Frankfurt a. M. und wurde Mitarbeiter in einer Erwachsenenbildungsstätte des DGB. Im April 1970 wurde er Bildungssekretär bei der DGB-Kreisverwaltung München. Im April 1973 wurde er zum Münchener DGB-Kreisvorsitzenden gewählt. Nach der Landtagswahl in Bayern 1974 zog er für die SPD in den bayerischen Landtag ein. Im Rahmen seiner gewerkschaftlichen Funktionen wurde er Vorstandsvorsitzender der AOK München, ehrenamtlicher Richter am Arbeitsgericht und stellvertretender Aufsichtsratsvorsitzender bei der Wohnungsbaugesellschaft GEWOG (Neue Heimat). Dem Stadtrat von München gehörte er von 1978 bis 1990 an.